# Luttenberg (Herford)
Der Luttenberg ist ein 102,8 m ü. NHN hoher Berg in der ostwestfälischen Stadt Herford. Er befindet sich auf dem Stiftberg, einem Teil der Neustädter Feldmark. Rund um den Berg verlaufen Straßen, im Norden die vielbefahrene Stiftbergstraße, im Süden die Luttenbergstraße, eine Wohnstraße. Östlich steht die  Marienkirche und westlich der Stadtpark Schützenhof mit der Nordwestdeutschen Philharmonie. Der Luttenberg wird heute zusammen mit dem südwestlich anschließenden Schützenhofpark als öffentliche Grünanlage genutzt. 

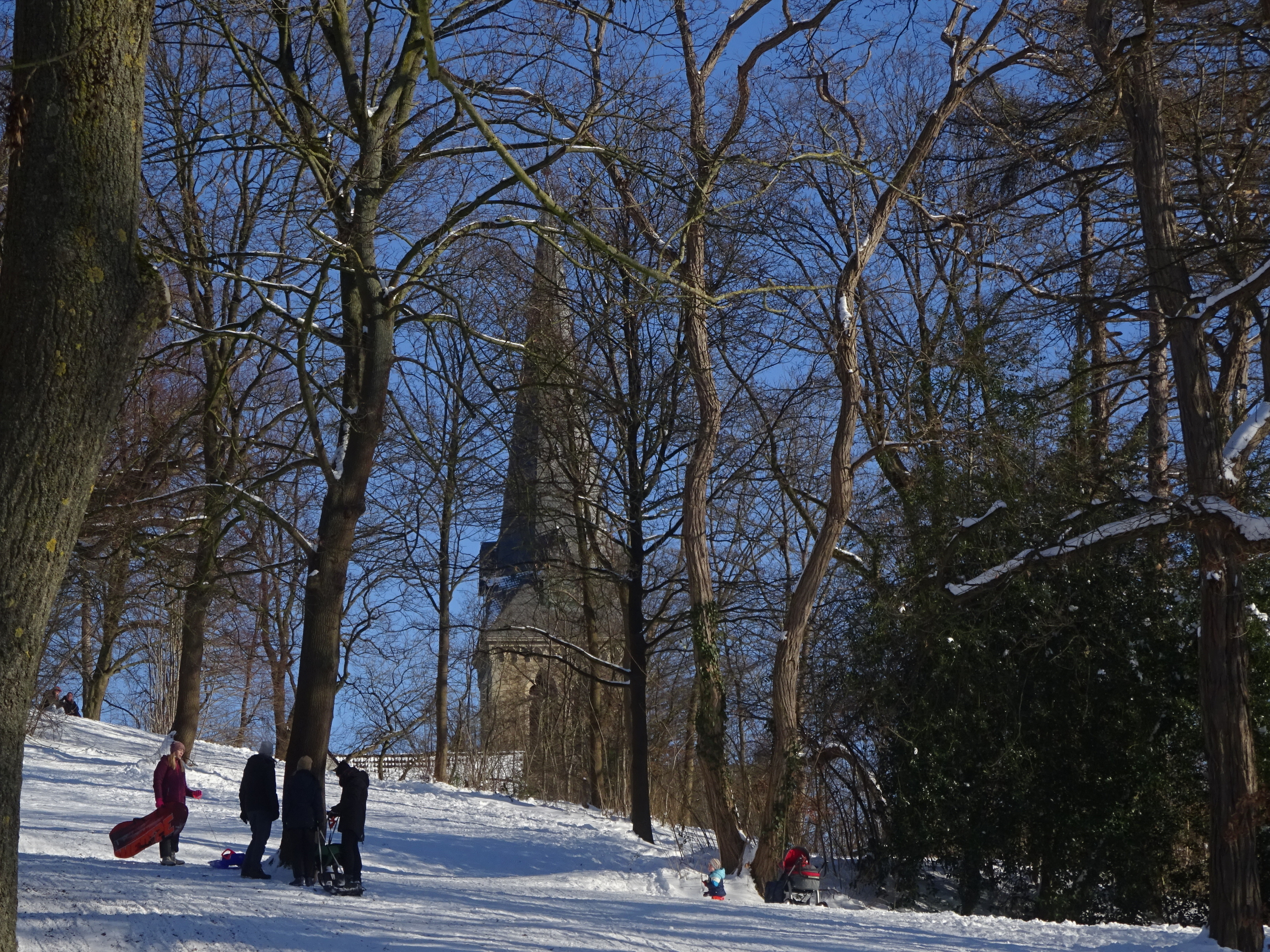
Luttenberg in Herford mit Marienkirche

Nach Ansicht verschiedener Historiker soll sich schon in vorchristlicher Zeit auf der hügelförmigen Kuppe des Berges eine Kultstätte oder ein germanisches Heiligtum befunden haben. Nach der Christianisierung soll an gleicher Stelle eine Michaeliskapelle errichtet worden sein, die vermutlich noch bis in das 13. Jahrhundert existierte. Die für das 11. Jahrhundert dokumentierte Herforder Vision, die älteste bekannte Marienerscheinung nördlich der Alpen, soll sich auf dem Luttenberg ereignet haben. Aufgrund dieser Erscheinung wurde in unmittelbarer Nähe südöstlich des Berges die Marienkirche errichtet. Der Luttenberg gilt auch als Standort einer historischen Gerichtsstätte. Diese Gerichtsstätte, die bis in das 18. Jahrhundert in Funktion war, soll früher durch vier Linden begrenzt worden sein. Zwei dieser Linden, deren Alter auf ungefähr 300 Jahre geschätzt wird, stehen noch heute.
Der Luttenberg ist heute vollständig als Bodendenkmal geschützt. 